# オタ芸

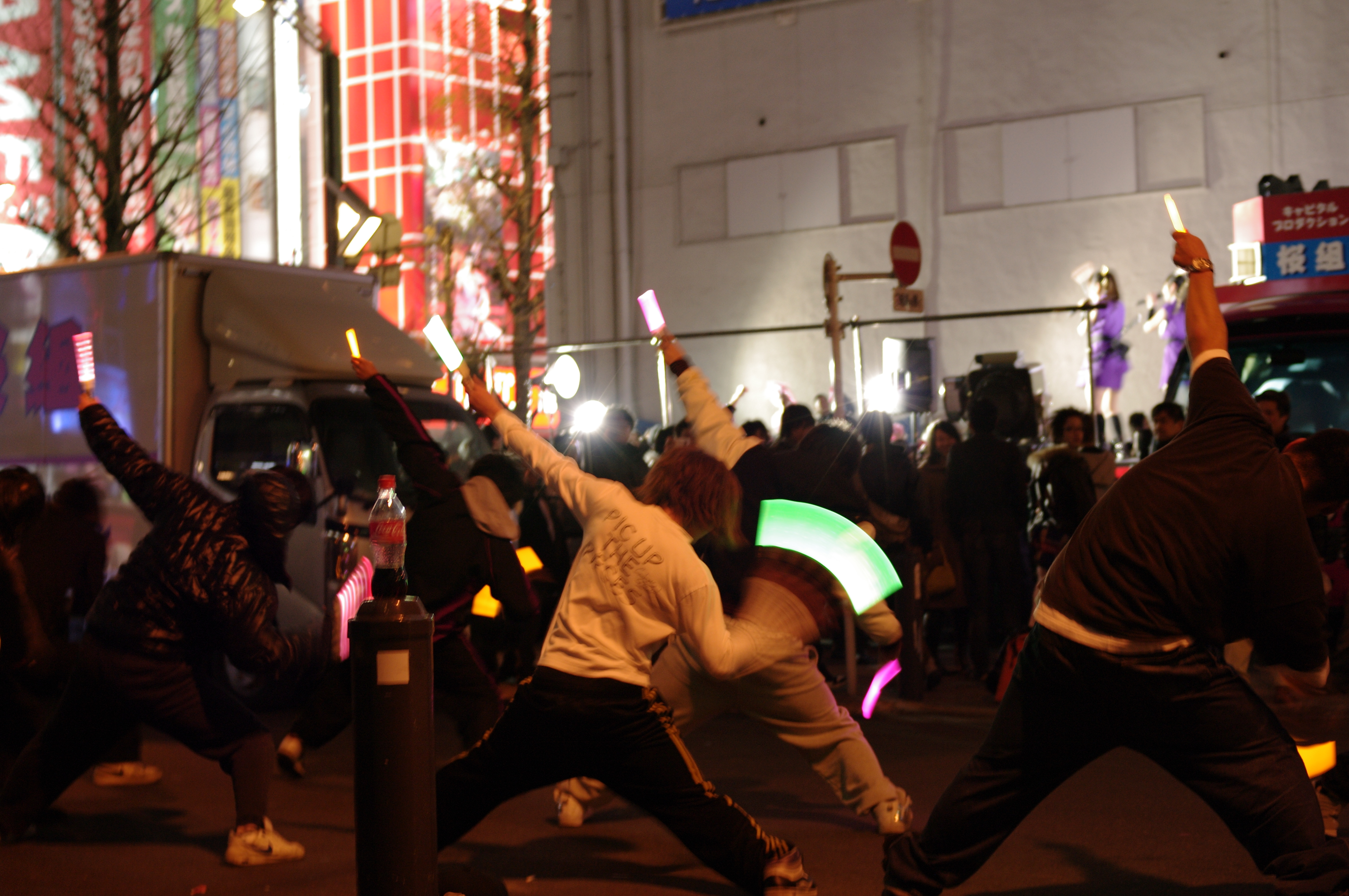
秋葉原でオタ芸を「打つ」ファン

オタ芸（オタげい）とは、コンサートなどにおいてファンが繰り広げる応援のためのパフォーマンスで、主に独特な動きを伴う踊り・ダンス掛け声で構成される。文字通りアイドルオタク（追っかけ）等がアイドルや声優などのコンサート・ライブなどで行っている、アイドルのために捧げる応援の芸（パフォーマンス）、応援方法である。オタ芸をすることを打つなどと呼び、オタ芸を楽しむ人たちのことを打ち師と呼んだりする。語源は、「アイドルオタクの芸」の略である。ボカロ曲やアイドル以外の邦楽に合わせてオタ芸を打つこともある。
｢オタ芸｣と表記されるものは、アイドルを応援するための芸（通称:地下芸）。｢ヲタ芸｣と表記されるものは、観衆に向けて行うパフォーマンス（通称:サイリウムダンス、サイリウムパフォーマンス）と分類されている。オタ芸とヲタ芸は、共通の動きもあるが、ヲタ芸にはコールがなかったり、技が大量にあったりと、相違点も存在する。

## オタ芸の例

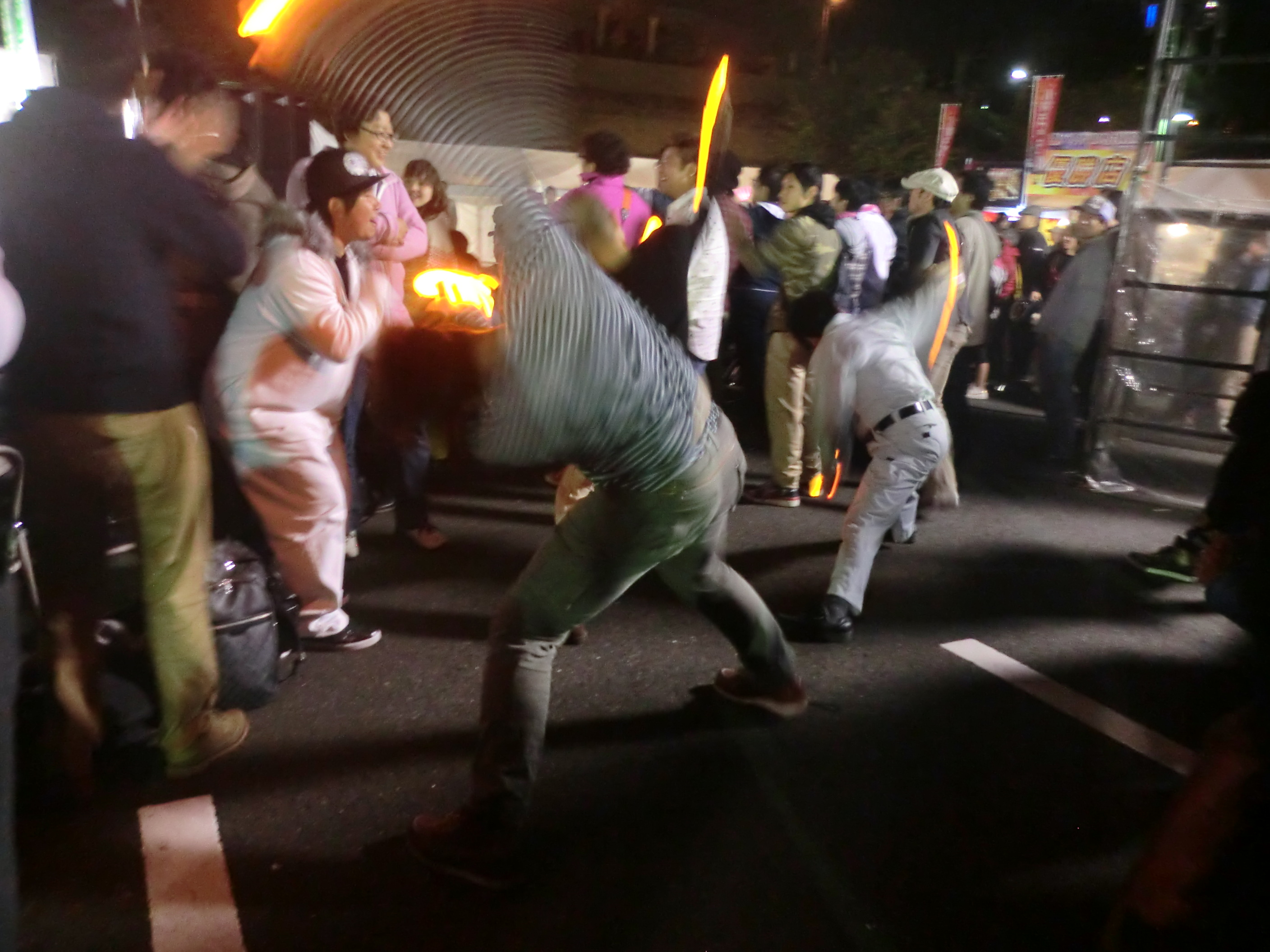
「ロマンス」を行うファン

代表的なオタ芸には以下のようなものがある。
地蔵（タイガー）
直立不動にて動かず熱い視線を送る行為。もっともシンプルであるが、静と動の関係から目立つ。
マワリ
頭上で手拍子を叩きながらその場で右や左に回転ジャンプをする。
ロマンス
斜め上を指さした状態から腕を引く。
PPPH
“パン、パパン”と拍手して“ヒュー”と声をかける。
ケチャ
インドネシアのケチャのように低い姿勢を取り、腕を手前からステージ上のアイドルの方へ振り上げる。
サンダースネイク
雷と蛇をイメージする技で、難易度が低い。直線的な動きと円が組み合わさっているため難しく見えるが、一つ一つの動きは単純であり、慣れると集団にてシンクロしたマスゲーム的な行為が行いやすくもっとも迫力があるので、オタ芸の代表的な行為と称されることもある。
メリーゴーランド
メリゴとも称される。他の一人技とは異なり複数人数で行う。左手をあげ、反時計回りに回る。通常、3 - 20人程度で行われるが、大規模なものでは50 - 100人単位で行われる場合もある。
家虎
「イエッタイガー」の略称で、熱心に応援するアイドルファンが、複数のメンバーやユニットに対し、ライブで「イエッタイガー」と叫んで応援することを指す。

## 歴史
「オタ芸」という言葉が登場する遥か以前の1970年代 - 1980年代から、アイドルの親衛隊が曲に合わせて一斉に声をかける応援スタイルは見かけられた。
遅くとも1997年12月9日のナイナイナ第29回「矢部に趣味を!（嘉門洋子、水野あおい）」というテレビ番組でオタ芸の様子が日本全国に放送されている。それ以前にも、水野あおいのコンサートでは毎回オタ芸が行われていたようである（ライブビデオの音声にオタ芸特有の掛け声が記録されている）。2000年代に入って前述の応援スタイルに踊りが加わるなどして多様化し、ハロー!プロジェクト系コンサートにおいて「オタ芸」という言葉で認知されるようになったとされる。特に、2002年9月4日の「ロマンティック 浮かれモード」の発表が切っ掛けとなり、数年を掛けてお茶の間の目に触れる程度にまで広まったと言われている。しかし、当時はアイドルへの応援活動が一般的な趣味としては捉えられておらず、2005年放送のテレビドラマ『電車男』でステレオタイプなオタクの姿が全国ネットで放映された影響もあり、少なくとも2000年代末まではアイドルに陶酔し切ってファンが応援する姿に対して「幼稚である」「常識に欠けており危険」などと言った批判の声も多かった。その後2006年頃からYouTubeやニコニコ動画などの動画共有サービスを中心としてオタ芸的な各種パフォーマンスの様子が広く拡散し、オタク文化の魅力が一般人にも伝わるようになってきたと共に、Jリーグ・川崎フロンターレの選手が2007年のファン感謝デーで「ンタ芸」と銘打ったパフォーマンスで行うなど、一般にも広く認知されるようになってきた。2014年頃までにはアイドルやアニメも一般的な娯楽となり、オタ芸を行うことを主体としたイベント・ライブも頻繁に開催されるようになっている。現在ではオタク的な趣味も社会的に広く理解されるようになったため、「オタ芸」は1つのエンターテインメントの姿として理解されている。
有名なヲタ芸のパイオニアチームとしてGinyuforcEがある。

## 評価

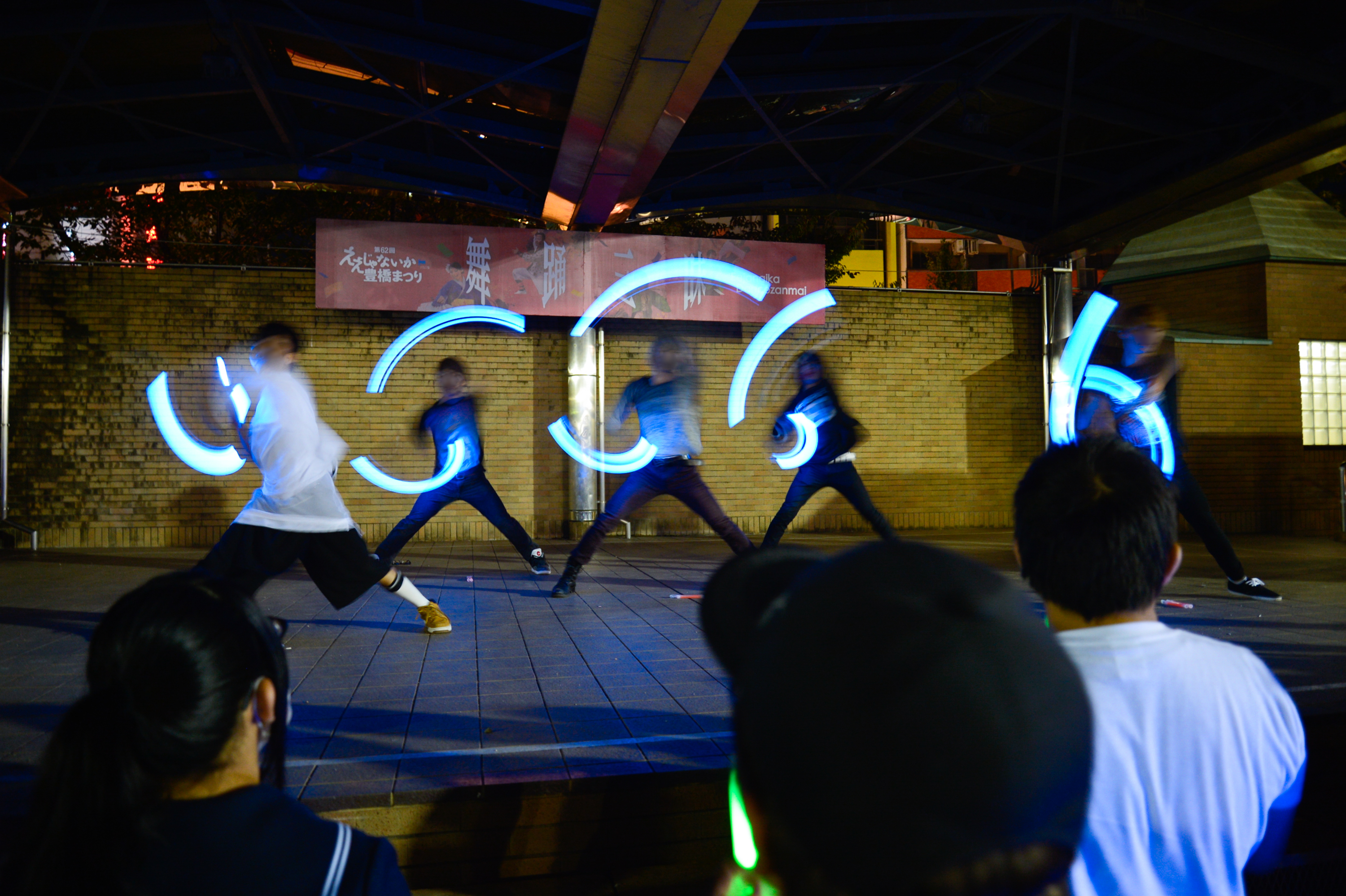
ステージ上でオタ芸を披露するパフォーマー

オタ芸に対しては、日本独特のライブの楽しみ方の1つとして認知されるようになった一方で、「コンサートなどでオタ芸をする事がイベント来場の主目的になっている」「自分たちの世界に入り込んでしまい独善的で周囲に気を使わない者がいる」「オタ芸という名前が付いているだけで『迷惑行為』である」といった批判もあり、オタ芸が応援行為かそうでないかで意見が分かれている。一部では、オタ芸や過激な応援行為を禁止するケースも出ている。
最近ではヲタ芸をコンサート会場で行うのではなく独立したパフォーマンスアートとして披露する人も多く、その評価は様々である。
鉄道駅のホームや電車の車内でペンライトやケミカルライト（特に赤い色）を振り回すと、乗務員・駅係員が緊急停止合図と誤認し、緊急停止して運行ダイヤを乱す危険性がある事から、JR東日本や西武鉄道などでは使用をやめるよう、注意喚起している。
2017年8月には、神戸のご当地アイドル「KOBerrieS♪」のコンサートにおいて、過度なオタ芸により歌声や演奏が聞こえなかったとして観客が主催者に対しコンサートのやり直しや損害賠償を求める訴訟を起こしている。判決文では、オタ芸について「アイドルのコンサートにおいて、一部の観客が、曲に合わせて『オー!オー!オー!オー!』のような掛け声を出したり、激しく何度もジャンプしたり、棒状のライト（ケミカルライト等）を振り回すなどの行為」として言及されていた。
ブシロードの木谷高明は2020年2月2日、イエッタイガー行為の根絶方向に動くことを宣言。同行為を行ったものに対し、ライブ会場からの退出やブラックリスト化、損害賠償請求などの法的措置検討をすることを表明した。